# Johann Michael Senckeisen
Johann Michael Senckeisen (* 1652 in Leipzig; † 19. Dezember 1742 ebenda) war ein Leipziger Architekt und Baumeister sowie Obervogt der Messestadt.

## Wirken

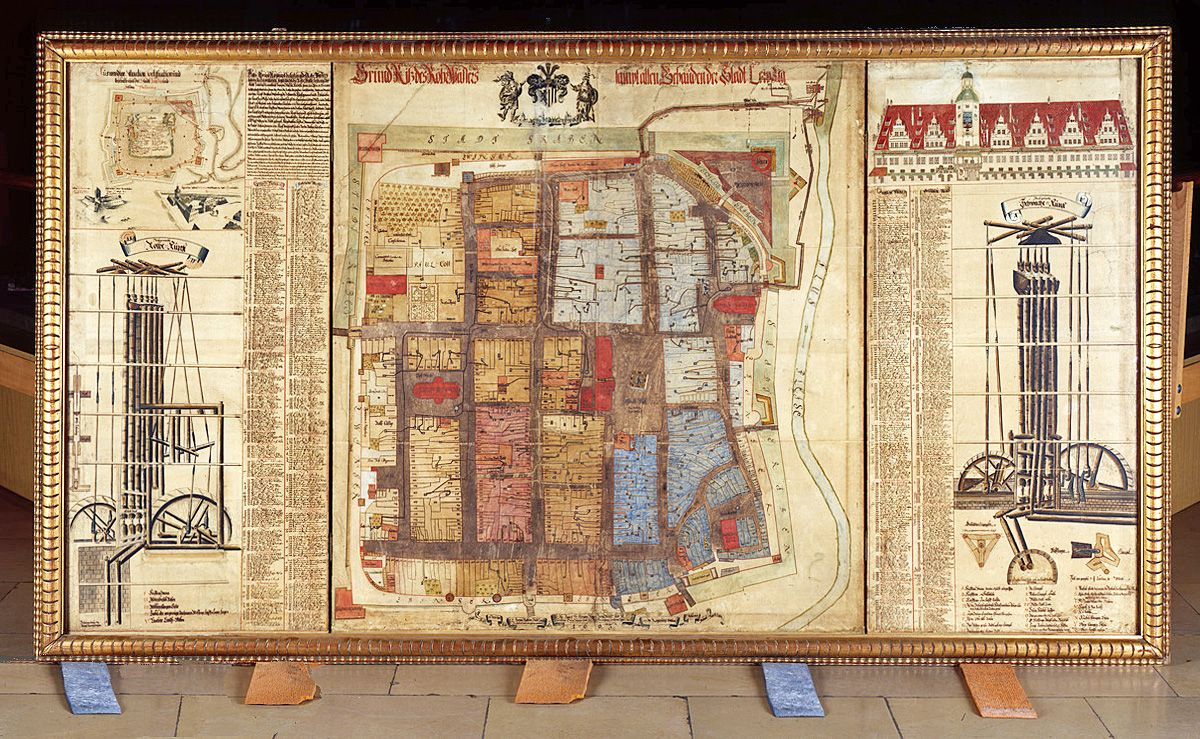
Schautafel mit dem 1693 von Senckeisen gezeichneten Röhrenplan im Stadtgeschichtlichen Museum Leipzig

Der Sohn eines Tischlermeisters empfahl sich 1693 mit einem Röhrwasserplan und einem Entwurf für den Neubau der Barfüßerkirche, der späteren, 1943 zerstörten Matthäikirche, für das Amt des Obervogtes.
Der Obervogt war der oberste Baubeamte in Leipzig, unterstand dem Rat der Stadt und war für die eigentlichen Bauvorhaben zuständig.
Johann Michael Senckeisens Werk ist zu großen Teilen nicht mehr erhalten. Ein bleibendes Wahrzeichen schuf sich der Leipziger Obervogt jedoch mit dem Entwurf für den barocken Mittelturm der Nikolaikirche, der zwischen 1730 und 1734 für 11.000 Taler gebaut wurde und bis heute der höchste Kirchturm der Leipziger Innenstadt ist.

## Werke (Auswahl)
- Brunnen am Neumarkt (1712, nicht mehr erhalten)
- Kapelle des Jacobshospitals vor dem Ranstädter Tor (nicht mehr erhalten)
- Barocker Abschluss des Mittelturmes der Nikolaikirche (1730–1734)